# (31129) Langyatai
(31129) Langyatai est un astéroïde de la ceinture principale.

## Description
(31129) Langyatai est un astéroïde de la ceinture principale. Il fut découvert le 26 septembre 1997 à la station de Xinglong par le programme Beijing Schmidt CCD Asteroid Program. Il présente une orbite caractérisée par un demi-grand axe de 2,55 UA, une excentricité de 0,14 et une inclinaison de 12,1° par rapport à l'écliptique.

## Compléments